# Pierre Dortet de Tessan
Pierre Dortet de Tessan, seigneur de l'Espigarié et de Tessan, est né au Vigan le 8 juin 1725 et mort au Vigan le 10 août 1808.
Il fut officier d'infanterie au régiment d'Agénois, consul du Vigan en 1769, premier consul puis maire perpétuel du Vigan.